# Théophile Laforge
Théophile Édouard Laforge (Parigi, 6 marzo 1863 – Parigi, 31 ottobre 1918) è stato un violista francese, primo insegnante di viola al Conservatorio di Parigi.

## Biografia
Laforge ha studiato violino al Conservatorio di Parigi con Eugène Sauzay. Dal 1883 ha suonato all'Opéra de Paris, divenendo primo violino nel 1887 e diventando nello stesso anno viola solista dell'Orchestre de la Société des Concerts du Conservatoire, poi divenuta l'Orchestre de Paris.
Nel 1894 è entrato a insegnare presso il Conservatorio di Parigi, divenendo il primo insegnante di viola dell'istituto, che ha finalmente creato un corso di viola dopo 99 anni dalla nascita delle classi di violino e di violoncello. Laforge ha mantenuto la cattedra fino alla morte nel 1918.
Laforge ha richiesto composizioni per viola ed è stato dedicatario di oltre una dozzina di brani importanti, tra i quali il noto Pezzo da concerto per viola e pianoforte di Enescu. Nella sua carriera di insegnante ha formato una generazione di violisti molto preparati: tra i suoi allievi vi sono infatti grandi esecutori della prima metà del Novecento, tra cui Maurice Vieux (che alla sua morte ha preso il suo posto al Conservatorio di Parigi), Henri Casadesus, Louis Bailly, Paul-Louis Neuberth e Pierre Monteux.

## Dediche
- Henri Büsser – Appassionato in do diesis minore per viola e pianoforte, Op. 34 (1910)
- Eugène Cools – Poème in sol minore per viola e orchestra, Op. 74 (1909)
- George Enescu – Pezzo da concerto per viola e pianoforte (1906)
- Hélène Fleury-Roy – Fantaisie per viola e pianoforte, Op. 18 (c.1906)
- Léon Honnoré – Morceau de Concert per viola e orchestra, Op. 23 (1890)
- René Jullien – Concertstück in do minore per viola e orchestra, Op. 19 (1912)
- Henri Marteau – Chaconne in do minore per viola e pianoforte, Op. 8 (1905)
- Paul Rougnon – Concertino romantique per viola e pianoforte, Op. 138 (1895)